# Arbeitsgericht Würzburg

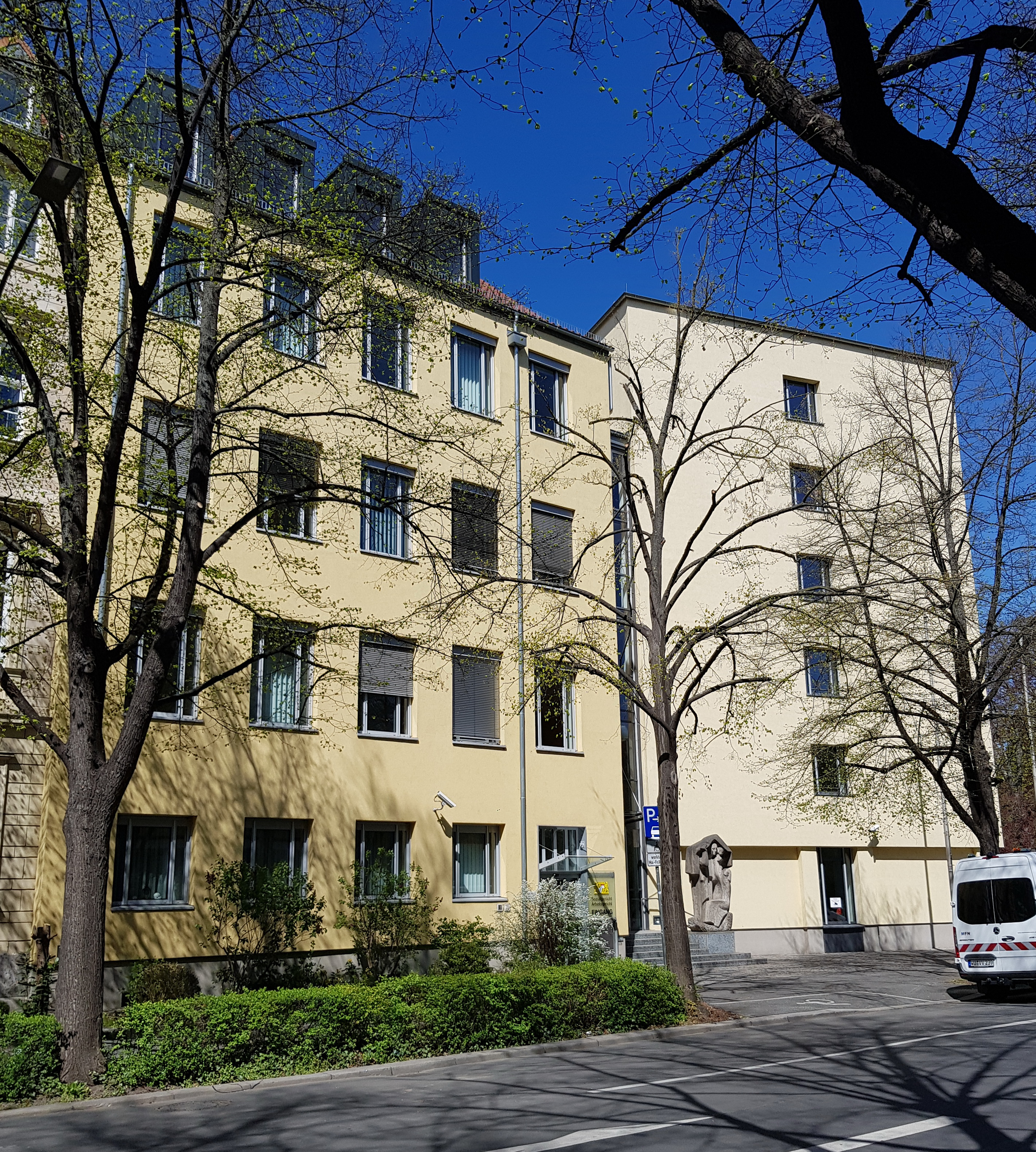
Gerichtsgebäude

Das Arbeitsgericht Würzburg bearbeitet in erster Instanz alle eingehenden Arbeitsrechtssachen aus dem Bezirk Unterfranken. Neben dem Hauptgericht Würzburg werden Außenkammern in Aschaffenburg und Schweinfurt unterhalten.
Das Gericht ist derzeit (Stand 2/2018) mit elf Kammern besetzt. Die Zuweisung einer Rechtssache in eine Kammer ergibt sich aus dem Geschäftsverteilungsplan. Nach einer Aufteilung auf die Gerichtsorte findet eine Verteilung nach dem Zeitpunkt des Eingangs des Verfahrens statt. Die befasste Kammer ergibt sich aus der ersten Ziffer des vergebenen Aktenzeichens.
Berufungsgericht ist das Landesarbeitsgericht Nürnberg.

## Gerichtsgebäude
Das Arbeitsgericht Würzburg hat seinen Sitz in der Ludwigstraße 33. In demselben Gebäude ist auch das Sozialgericht Würzburg untergebracht.

## Übergeordnete Gerichte
Dem Arbeitsgericht ist das Landesarbeitsgericht Nürnberg übergeordnet. Im weiteren Rechtszug übergeordnet ist das Bundesarbeitsgericht in Erfurt, dessen Sitz bis 1999 Kassel war.

## Geschichte
Gemäß Arbeitsgerichtsgesetz vom 23. Dezember 1926 wurden in Deutschland Arbeitsgerichte gebildet. Diese waren nur in der ersten Instanz organisatorisch selbstständige Gerichte, die Landesarbeitsgerichte waren den Landgerichten zugeordnet. Am Landgericht Würzburg entstand so 1927 das Landesarbeitsgericht Würzburg als eines von 23 Landesarbeitsgerichten in Bayern. In Würzburg entstand das Arbeitsgericht Würzburg als eines von elf Arbeitsgerichten des Landesarbeitsgerichts. Sein Sprengel umfasste die Gerichtsbezirke der Amtsgerichte Dettelbach und Würzburg. Es bestand eine allgemeine Kammer für Arbeiter und Angestellte und eine Kammer für das Handwerk. Daneben bestand eine Angestelltenkammer für den Landesarbeitsamtsbezirk und eine Eisenbahnfachkammer für den Direktionsbezirk der Reichsbahndirektion Würzburg.
Bereits 1929 wurde die Zahl der Arbeitsgerichte deutlich reduziert. Das Arbeitsgericht Würzburg blieb unverändert.
Nach der Besetzung Deutschlands durch die Alliierten wurden 1945 zunächst alle Gerichte geschlossen. Die ordentlichen Gerichte wurden schon bald wieder eröffnet, während die Arbeitsgerichte zunächst nicht wieder eingerichtet wurden, so dass arbeitsgerichtliche Streitigkeiten von den ordentlichen Gerichten erledigt werden mussten. Gemäß Kontrollratsgesetz 21 vom 30. März 1946 sollten in Deutschland Arbeitsgerichte aufgebaut werden. Mit dem bayerischen Vollzugsgesetz vom 6. Dezember 1946 richtete das Staatsministerium für Arbeit und Sozialordnung am 30. Januar 1947 die Arbeitsgerichte wieder ein. Das Arbeitsgericht Würzburg entstand so neu.